# میکرولیت
برای مفهوم میکرولیت در باستان‌شناسی به خردسنگ بنگرید.
میکرولیت (به انگلیسی: Microlite) با فرمول شیمیایی (CaNa)2 (TaNbTi)2 O6 (OHOF) از مجموعه کانی هاست و از واژه‌های یونانی میکروس mikros یعنی کوچک و lithos بمعنای سنگ گرفته شده است. در H2SO۴ حل نمی‌شود. متغیر از نظر شکل بلور: اکتائدر - هگزائدر - مرکب، رنگ: قهوه‌ای زرد - قهوه‌ای سبز - خاکستری - متمایل به قرمز، شفافیت: شفاف - نیمه شفاف، شکستگی: صدفی - نامنظم، جلا: شیشه‌ای - چرب، رخ: ناقص، سیستم تبلور: مکعبی و در رده‌بندی اکسید است همچنین خاصیت مغناطیسی ندارد و منشأ تشکیل آن پگماتیتی است.
همایند کانی‌شناسی (پارانژ) آن واکنش‌های شیمیایی و اشعه Xپیروکلر- لیپدولیت- پولوسیت- اسپودومن و غیره است
، از نظر ژیزمان بلوری - آگرگات دانه‌ای کمیاب است و بیشتر در ایتالیا، نروژ، سوئد، زیمبابوه، استرالیا، آمریکا یافت می‌شود.